# Lithium-zwavel-accu
De lithium-zwavel-accu (Li-S) of zwavelaccu is een oplaadbare galvanische cel met een hoge energie per massa. Door de lage soortelijke massa van lithium en de gemiddelde soortelijke massa van zwavel zijn Li-S-accu's relatief licht: ongeveer de dichtheid van water.
Aan de anode vindt de volgende halfreactie plaats: 
{\displaystyle {\ce {Li <=> Li+ + e-}}}
en aan de kathode: 
{\displaystyle {\ce {S + 2Li+ + 2e- <=> Li2S}}}  (E ° ≈ 2.15 V vs Li / Li + )
Met nettoresultaat:
{\displaystyle {\ce {16 Li + S8 <=> 8 Li2S}}}
In feite vindt de omzetting  plaats via een reeks lithiumsulfiden: 
{\displaystyle {\ce {S8 ... Li2S8 ... Li2S6 ... Li2S4 ... Li2S2 ... Li2S}}}
Deze reacties zijn analoog aan die in de natrium-zwavel-accu.